# Jean Dubois (hokej na travi)
Jean Marie Joseph François Dubois (4. listopada 1926.) je bivši belgijski hokejaš na travi. 
Na hokejaškom turniru na Olimpijskim igrama 1948. u Londonu je igrao za Belgiju. Belgija je ispala u 1. krugu. Osvojila je 3. mjesto u skupini "C", s dvije pobjede i dva poraza, pri čemu valja spomenuti da je tijesno izgubila od pobjednika skupine, Pakistana, s 2:1. Belgija je dijelila 5. do 13. mjesto u završnom poredku. Odigrao je sva četiri susreta za Belgiju. 
Na hokejaškom turniru na Olimpijskim igrama 1952. u Helsinkiju je igrao za Belgiju. Belgija je ispala u četvrtzavršnici. Ispala je od kasnijih brončanih, Uj. Kraljevstva. U utješnom krugu, za poredak od 5. do 8. mjesta je izgubila od Poljske. Ukupno je odigrala četiri utakmice, a na ljestvici je zauzela 9. – 12. mjesto. 
Na hokejaškom turniru na Olimpijskim igrama 1956. u Melbourneu je igrao za Belgiju. Belgija je ispala u 1. krugu. Osvojila je 4. mjesto u skupini "C", s jednim neriješenim i dva poraza, pri čemu valja spomenuti da je neriješeno odigrala s kasnijim brončanima, Njemačkom. Belgija je zauzela 7. mjesto. Dubois je odigrao sva tri susreta za Belgiju.
Na hokejaškom turniru na Olimpijskim igrama 1960. u Rimu je igrao za Belgiju. Belgija je ispala u 1. krugu. Osvojila je 3. mjesto u skupini "C", s jednom pobjedom, jednim neriješenim i jednim porazom, pri čemu valja spomenuti da je u odlučujućoj utakmici u zadnjem kolu izgubila od Španjolske, kasnije brončane, a neriješeno odigravši s kasnijim četvrtoplasiranima, Uj. Kraljevstvom. Belgija je zauzela 11. mjesto. Dubois je odigrao pet susreta za Belgiju. Postigao je ukupno dva pogotka.

## Vanjske poveznice
- Profil na Sports Reference.com  Arhivirana inačica izvorne stranice od 26. prosinca 2010. (Wayback Machine)